# دینامیک مولکولی

مثالی از یک شبیه‌سازی دینامیک مولکولی در یک سیستم ساده: قرارگیری یک اتم مس (Cu) روی کریستال مس سرد. هر نقطه یک اتم را نشان می‌دهد. انرژی جنبشی اتمی که از بالا می‌آید بین سایر اتم‌ها پخش می‌شود؛ بنابراین اتم به جای جهیدن، به دلیل نیروهای جاذبه بین اتم‌ها، چسبیده به سطح باقی می‌ماند.

دینامیک مولکولی یک روش آنالیز محاسباتی پرکاربرد در شیمی، فیزیک، بیولوژی و سایر علوم تجربی است. دینامیک مولکولی را می‌توان به‌طور خلاصه به صورت حل عددی و گام به گام معادله حرکت نیوتون برای یک سیستم بسیار ذره‌ای تعرف کرد. این روش برای اولین بار در سال ۱۹۵۷ توسط آلدر (Alder) و واینرایت (Wainwright) برمبنای مدل کره سخت به کار گرفته شد.
در سال ۱۹۶۴ رحمان (Anees Rahman) مدل کره نرم را در شبیه‌سازی خود به کار برد. از وی به عنوان پدر دینامیک مولکولی یاد می‌شود.
دینامیک مولکولی شکلی از شبیه‌سازی کامپیوتری است که در ان اتم‌ها و مولکول‌ها اجازه دارند برای یک دوره از زمان تحت قوانین شناخته شده فیزیک باهم برهم کنش کنند و چشم‌اندازی از حرکت اتم‌ها بدهند. از آنجائیکه سیستم‌های مولکولی عموماً شامل تعداد زیادی از ذرات هستند، امکان‌پذیر نیست که ویژگی‌های سیستم‌های پیچیده را به‌طور تحلیلی به‌دست آوریم. شبیه‌سازی دینامیک مولکولی این مسئله را با به‌کار بردن روش محاسباتی حل می‌کند. این روش یک واسطه بین تجربیات آزمایشگاهی و نظریه ایجاد می‌کند و به‌عنوان یک آزمایش مجازی در نظر گرفته می‌شود. دینامیک مولکولی روابط بین ساختار مولکول‌ها، حرکت مولکول‌ها و توابع مولکولی را بررسی می‌کند. دینامیک مولکولی یک روش منظم چندگانه است. قوانین و نظریه‌های آن از ریاضیات، فیزیک و شیمی به‌دست می‌آید و الگوریتم‌هایی را از علم رایانه و نظریه اطلاعات بکار می‌برد. دینامیک مولکولی ابتدا در فیزیک نظری در دهه ۱۹۵۰ استفاده شد اما امروزه بیشتر در علم مواد و زیست مولکول بکار می‌رود. قبل از اینکه امکان شبیه‌سازی دینامیک مولکولی با رایانه‌ها به وجود بیاید عده‌ای کار سخت آزمایش کردن آن به وسیلهٔ مدل‌های فیزیکی مانند کره‌های ماکروسکوپیک را متعهد شدند. ایده این بود که آن‌ها را مرتب کنند تا ویژگی‌های مایع را تکرار کند. آقای برنال در سال ۱۹۶۲ گفت من تعدادی از توپ‌های پلاستیکی در نظر می‌گیرم و آن‌ها را با میله‌هایی در محدوده طول ۲٫۷۵ تا ۴ اینچ بهم می‌چسبانم و سعی می‌کنم در اولین محلی که امکانش هست در محل کارم انجام دهم و حدود هر ۵ دقیقه مختل کنم و ان کاری را که قبلاً انجام داده‌ام، به یاد نیاورم اما خوشبختانه امروز رایانه‌ها مسیر قیدها را حفظ می‌کنند.